# Деруло, Джейсон
Дже́йсон Джо́эл Деруло́ (англ. Jason Joel Desrouleaux), более известный как Дже́йсон Деру́ло (англ. Jason Derulo; род. 21 сентября 1989, Майами, Флорида, США) — американский певец, автор песен, актёр, музыкант и танцор. На его счету 13 платиновых синглов, более 7 миллиардов просмотров клипов на YouTube и дуэты с такими исполнителями как Лил Уэйн, Pitbull и Шон Комбс. Лауреат премий «YouTube Music Awards» и «Teen Choice Awards».

## Биография
Деруло родился в Майами, штат Флорида, в гаитянской семье. Изменил свою фамилию с Desrouleaux на Derulo, чтобы её было легче произносить. Свою первую песню — «Crush on You» — написал в возрасте 8 лет. В детстве занимался актёрским мастерством, оперой и балетом, играл в баскетбол. Учился в Диллардовском центре искусств, окончил Американскую музыкально-драматическую академию в Нью-Йорке.

## Карьера
В 2007 году начал записывать дебютный альбом с продюсером Джонатаном Ротемом. В дебютный альбом вошли 9 лучших песен Деруло. В 2009 году выпустил сингл «Whatcha Say», который занял первое место в Billboard Hot 100. Песня стала хитом, было продано более пяти миллионов цифровых загрузок, также она заняла первые строчки в чартах США и Новой Зеландии. Второй сингл, «In my head», занял первое место в британских чартах.
С 21 июля 2008 года Джейсон Деруло ведёт YouTube канал, где не только выкладывает премьеры своих клипов, но и проводит прямые эфиры и делится с подписчиками забавными моментами из своей жизни в формате Shorts. По состоянию на декабрь 2023 года YouTube-канал артиста приносит от 2 до 13 миллионов долларов в месяц с помощью AdSense.
В 2010 году выпустил свой первый альбом Jason Derulo и третий сингл «Ridin Solo», занявший вторую строчку в британских чартах, а также четвёртый, «What If», занявший в той же Великобритании первое место. В августе 2010 года начал свой первый тур по Великобритании. 20 мая 2011 года выпустил новый сингл — «Don’t Wanna Go Home», вошедший во второй альбом, Future History. Эта песня также побывала на 1-й строчке UK Singles Chart
3 февраля 2016 года вышел совместный клип певца с британским гёрл-бендом Little Mix на сингл Secret Love Song.
В 2017 году состоялась премьера трека Джейсона с Nicki Minaj и Ty Dolla Sign «Swalla». В этом же году выступил на Международном музыкальном фестивале «Белые ночи Санкт-Петербурга».  
В 2018 году певец записал трек «Colors» для FIFA World Cup 2018. 3 октября 2018 года вместе с норвежским поп-дуэтом Маркус и Мартинус певец отправился в тур «2 sides tour».
В 2021 году выпустил клип на трек «Lifestyle» совместно с солистом группы Maroon 5 Адамом Левином.

## Личная жизнь
В 2011 году начал встречаться с певицей Джордин Спаркс. В сентябре 2014 года пара рассталась. 
C ноября 2015 по май 2016 года состоял в отношениях с Дафни Джой.
С начала 2020 года состоял в отношениях с моделью Дженой Фрумс. В марте 2021 года пара объявила о том, что ждет ребенка. 8 мая 2021 года у пары родился сын Джейсон Кинг Деруло. Позже в том же году они расстались.

## Дискография
- Jason Derulo (2010)
- Future History (2011)
- Tattoos (2013)
- Talk Dirty (2014)
- Everything is 4 (2015)
- Nu King (2024)